# 보옥항
보옥항(甫玉港, Bo-ok Fishing Port)은 전라남도 완도군 보길면 부황리, 보길도 섬에 있는 어항이다. 1995년 4월 15일 국가어항으로 지정되었으며, 관리청은 해양수산부 서해어업관리단, 시설관리자는 완도군수이다.

## 연혁
- 보옥항이 위치한 보길면 보옥리에는 마을 앞 보죽산(甫竹山) 해변에 용이 기거하다가 큰 여의주를 물고 귀천하였다 하여 보옥리라 칭했다는 유래가 있으며, 1700년대 전주 이씨가 처음 입주해 살았다고 한다.[1]
- 보옥항은 1995년 기본시설에 대한 계획을 수립한 후 1996년에 개발에 착수한 후 연차적인 개발을 통해 항으로써 발전을 거듭하고 있다.[2]
- 2010년 8월 17일 보옥항 개발에 착공한 지 14년 만에 사업비 총 647억 원을 투입하여 완공되었다.[3]

## 어항구역
본 항의 어항구역은 다음과 같다.
- 수역: 보죽산 서측 돌출부에서 N45°W 방향으로 670m 점(해상), 이점에서 N45°E 방향으로 육지부와 연결한 선을 따라 형성된 공유수면[4]
- 육역: 전라남도 완도군 보길면 부황리 502-1 외 1필지[5] (상세내역은 생략)

## 시설 현황
- 방파제 680m, 물양장 349m, 호안 등 267m를 축조하여 평상시 20t 미만 어선 186척 수용하고, 기상악화시에는 어선 256척이 대피할 수 있다.[3]